# Revista de Obras Públicas
La Revista de Obras Públicas (ROP) es el órgano profesional de los ingenieros de Caminos, Canales y Puertos. Fundada en 1853, es la publicación periódica no diaria más antigua en España. que continúa publicándose en la actualidad. Ha sido publicada ininterrumpidamente desde su fundación con la única excepción del parón sufrido durante los años 1936-1940 a causa de la Guerra Civil Española.
La revista, originalmente vinculada a la Escuela de Ingenieros de Caminos, Canales y Puertos de Madrid y posteriormente a la Asociación de Ingenieros de Caminos, Canales y Puertos. La Escuela pasó a depender del Ministerio de Educación en 1957, cuando las competencias sobre ella fueron transferidas a dicho ministerio (con posterioridad se integraría en la  Universidad Politécnica de Madrid). En 1992 el Colegio de Ingenieros de Caminos Canales y Puertos y la citada Universidad llegan a un acuerdo para traspasar la gestión de la revista, que pasó a depender del colegio profesional.
A finales de 2005 se creó un sitio web (dentro de la página del Colegio) que permite acceder a la colección completa de artículos de la revista con casi 21.000 artículos publicados desde 1853 hasta esa fecha.

## Galería

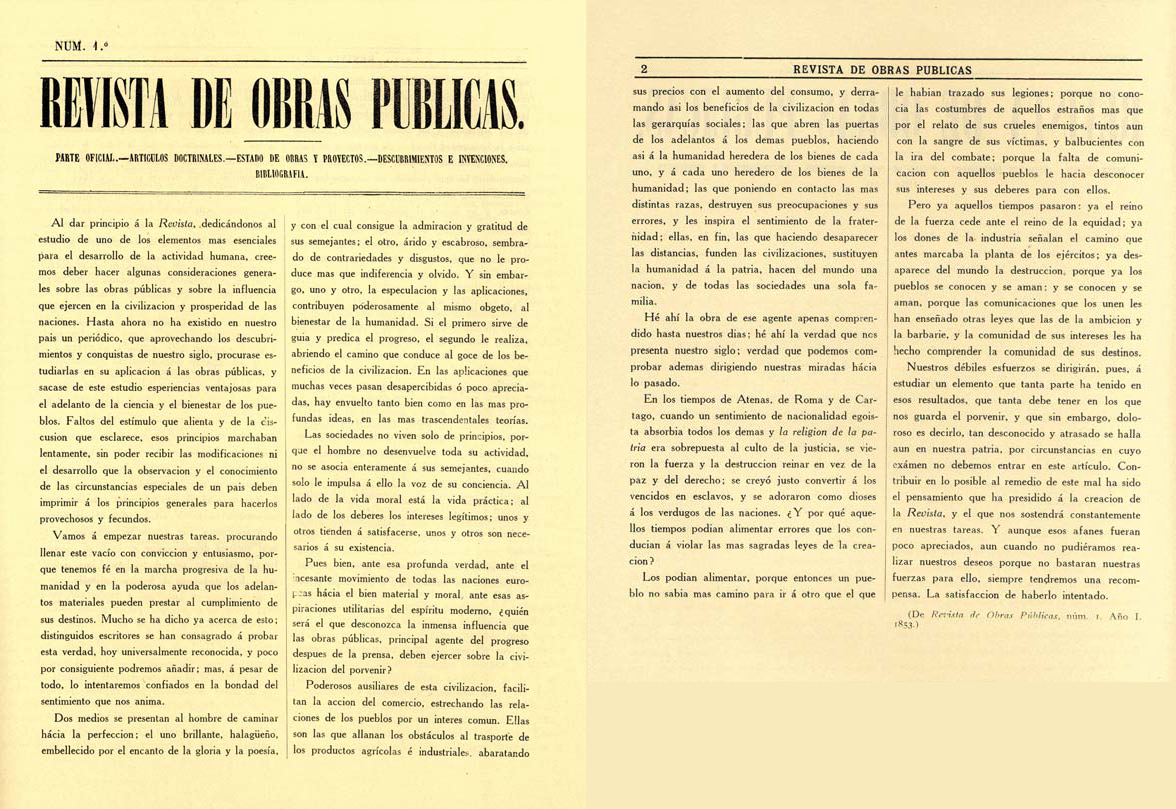
Editorial del número 1 de la Revista de Obras Públicas (1853)
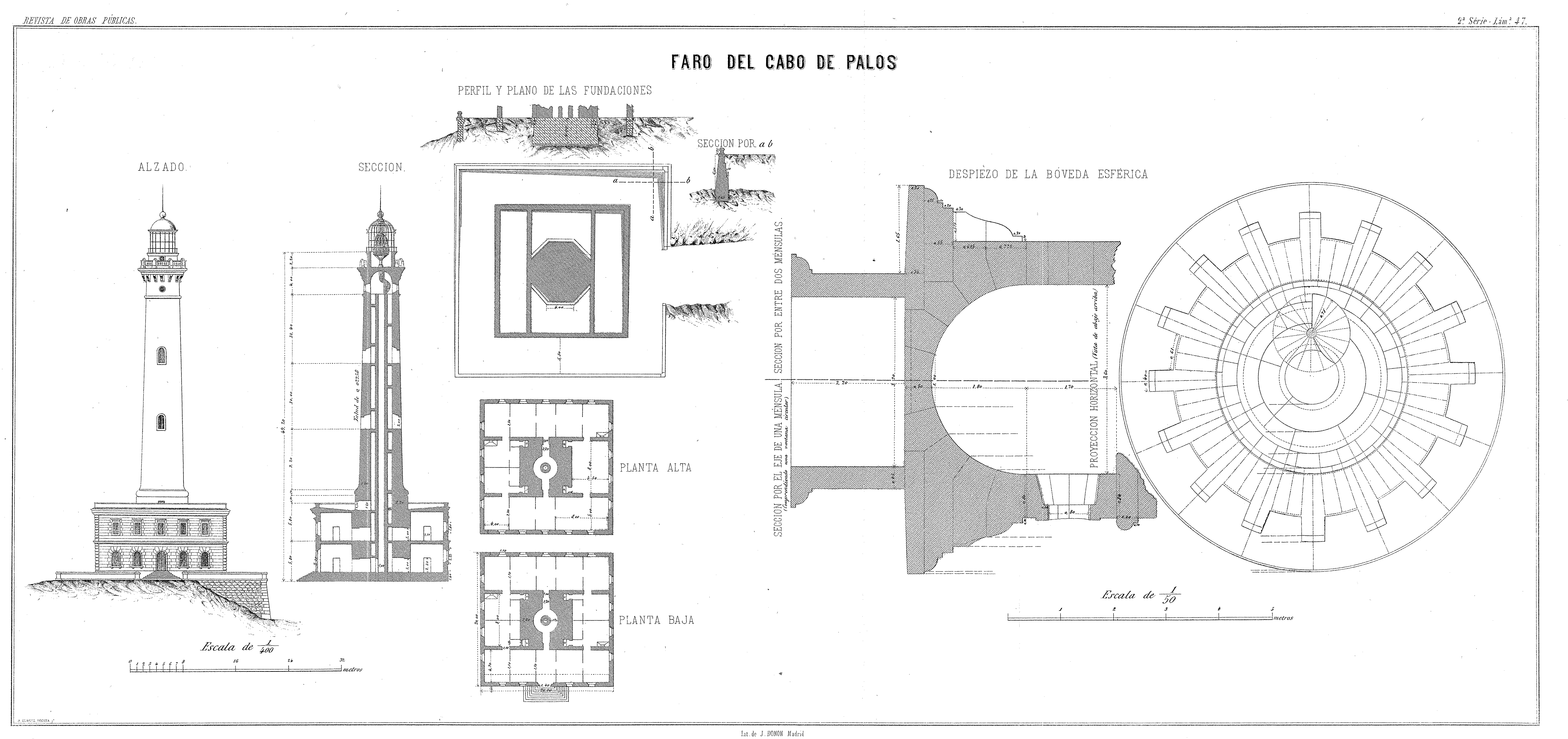
Ejemplo de láminas incluidas en la revista (Faro de Cabo de Palos)
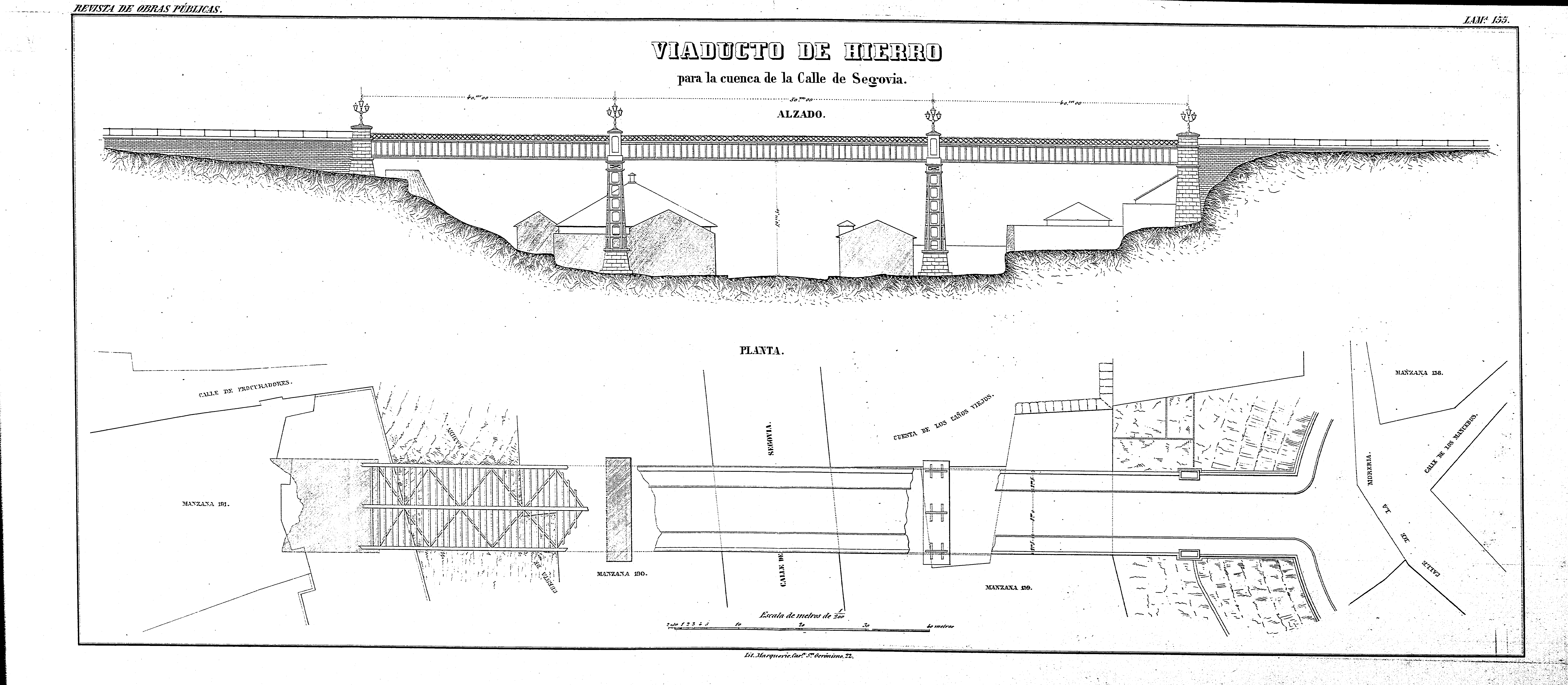
Ejemplo de láminas incluidas en la revista (Viaducto de Segovia)